# CRモンスターハウス
『CRモンスターハウス』は、1996年に竹屋が開発、発売した西洋の妖怪をキャラクターとしたCR機デジパチ。CRデジパチ機の規制（リミッターや1/2確変など）時期の変遷期に登場し、竹屋を代表するヒット機種となった。

## 特徴
ユーモラスなキャラクターと多彩なリーチ演出が人気となった。竹屋のデジパチとしては、本機が事実上の初ヒット看板機種となり、以降、本機の魔女図柄の女の子（マコちゃん）は同社のイメージキャラクターとなっている。
後に『CRモンスターマンション』など、モンスターシリーズとして後継シリーズも発売されている。
4種類のセル画がある。保留玉消化時に発生する連続予告音（ツルツルアクション）が確率変動大当たりへの期待度を高めた。
大当たり21連荘で「大爆発中」と表示されるプレミア画面がある。
リーチ開始後の1周目に地中から突然ゾンビの手が出て大当たりするプレミア演出がある。
体感器による攻略理論が存在した。
絵柄は左→右→中の順に停止する。その際、右絵柄停止時に通過した中絵柄の2コマ先が最終停止絵柄になるため、動体視力があればリーチ発生時に大当たりの判別が可能であった（高確率状態・時短中は除く）。
オカルト打法も多く語られた機種である。特に「ミイラ男」・「ドラキュラ」・「魔女」（通称「ミドマ」）がリーチ目であるとパチンコ漫画で紹介され、後継機の『CRモンスタービレッジ』ではこの目はチャンス目となっている。

## スペック
- 『CRモンスターハウス』（1996年）
  - 大当たり確率：約1/367（高確率 7/367）　※大当たり確率の値はメーカー発表
  - 賞球数 5&15 大当たり15ラウンド・10カウント
  - 確率変動図柄：「3」・「7」・「ドラキュラ」・「狼男」・「魔女」・「フランケン」・「ミイラ男」
  - 通常図柄：「1」・「2」・「4」・「5」・「6」・「8」・「9」
  - 高確率状態での通常大当たり終了後、100回転の時短に突入
  - ST　10000回転

## 関連商品
- 必殺パチンコステーション2（サンソフト、1997年12月25日、PlayStation用ゲームソフト）
- 必殺パチンコステーション モンスターハウススペシャル（サンソフト、1998年10月29日、PlayStation用ゲームソフト）
- 必殺!ぷちパチンコ モンスターハウス（インターチャネル、1999年9月17日、Windows用PCゲームソフト）
- ネッパチ〜10連チャンでラスベガス旅行〜（ダイコク電機、1999年11月25日、ドリームキャスト用ゲームソフト）
- 必殺パチンコBOY CRモンスターハウス（サンソフト、2000年3月31日、ゲームボーイカラー用ゲームソフト）
- いつでもパチンコGB CRモンスターハウス（タムソフト、2000年7月4日、ゲームボーイカラー用ゲームソフト）
- ネッパチV@VPACHI〜CRモンスターハウス〜（ダイコク電機、2000年12月14日、ドリームキャスト用ゲームソフト）
- 必殺パチンコステーションSP3（サンソフト、2001年12月20日、PlayStation用ゲームソフト）
- ネッパチGold CRモンスターマンション（ダイコク電機、2002年8月21日、PlayStation 2用ゲームソフト）

## シリーズ
竹屋が正式にモンスターシリーズとして発売した機種は次の通り。
- CRモンスターマンション（2002年）
- CRモンスタービレッジ（2005年）
- CRAミニミニモンスター（2008年）
- CRモンスターキャッスル（2010年）
- CRAミニミニモンスター2 (2010年)
- CRミニミニモンスター3 (2012年)
- CRミニミニモンスター3.0a (2016年)
- Pミニミニモンスター4 (2020年)

ただし、他にもCRモンスターハウスのキャラクターを流用した機種は多数リリースされている。
- CRわたしがマコちゃん（2000年）
- CRわたしがマコちゃん2（2001年）
- CR魔女っ子学園 (2001年)
- CRキャッツ (2003年)
- CRモンスターオーケストラ（2004年）
- CRお江戸deモンスター（2008年）
- CRモンスターパーティ（2009年）

## 家庭用ゲーム機版
- 必殺パチンコステーション2（SUNSOFT、PlayStation、1997年12月25日発売） - ナナシーと同時収録
- 必殺パチンコステーション モンスターハウススペシャル（SUNSOFT、PlayStation、1998年10月29日発売）
- 必殺パチンコBOY CRモンスターハウス（SUNSOFT、ゲームボーイ、2000年3月31日発売）
- いつでもパチンコGB CRモンスターハウス（タムソフト、ゲームボーイ、2000年7月4日発売）
- 必殺パチンコステーションSP3（SUNSOFT、PlayStation、2002年1月1日発売） - CR遊遊悟空、CRバトルヒーローV、CRフルーツパッション、ファインプレーと同時収録。